# Конфетная компания Гёце
Конфетная компания Гёце (англ. Goetze's Candy Company)— американская кондитерская компания, расположенная в городе Балтимор и была основана в 1895 году.

## Продукция
В начале своего существования кампания специализировалась на производстве жевательной резинки в Балтиморе. Основателями компании были: Август Гётце и его сын Уильямом. В 1917 году семья разработала мягкие карамельные конфеты (известные под "Chu-ees"), которые в конечном итоге превратились в их фирменные конфеты Caramel Creams (также известные как Bull's Eyes), мягкую жевательную карамель с кремовой начинкой в центре. Каждая конфета обычно упаковывается в прозрачную обертку и скручена с двух красных и белых концов.
Помимо фирменных карамельных конфет, компания также производит классические карамельные конфеты в другом стиле, известные как Cow Tales. «Сказки коров» (именно такой перевод на русский язык), были первоначально выпущены в 1984 году. Cow Tales похожи на Caramel Creams, но имеют форму длинного тонкого цилиндра из мягкой карамели с кремовой серединой. Данные конфеты также производятся со вкусами ванили, шоколада, клубники и карамельного яблока. Кроме того, теперь компания также предлагает Mini Cow Tales, небольшую версию Vanilla Cow Tales, номер один по продажам кампании за 25 центов.
По словам производителя, карамель всегда готовилась по рецепту с низким содержанием жира, низким содержанием натрия и холестерина, а также из пшеничной муки, молочного молока и сливок.
По мнению многих знатоков конфет, Cow Tales превосходит большинство других сладостей подобного типа.

## Собственники и руководство
Со своего основания и до сих пор кампанией владеет семья Гётц. Кампания не рискует брать на высокопоставленные должности людей не из числа семьи.

## Память
В 1984 году Мелвин Гётце, член семьи в третьем поколении (который присоединился к компании в 1935 году), был занесен в Зал славы конфет Национальной ассоциацией продаж кондитерских изделий Америки. Сполдинг Гётце-старший был введен в Зал славы конфет в 1998 году. Рик ЛаРю, бывший национальный менеджер по продажам Гётце, был введен в Зал славы конфет во время работы в кампании, в октябре 2006 года. и Тони Газзола, один из региональных менеджеров по продажам, был введен в Зал славы конфет во время работы в октябре 2007 года. Митчелл Гётце, один из членов семьи в пятом поколении, стал исполнительным вице-председателем Национальной ассоциации кондитеров в 2008 году. Джон Лейпольд, директор по продажам и маркетингу, был введен в Зал славы конфет в октябре 2009 года.